# Commanderie de Saulgé
La commanderie de Saulgé est une commanderie située à Luigné, en France.

## Localisation
La commanderie est située dans le département français de Maine-et-Loire, sur la commune de Luigné.

## Historique
L'édifice est classé au titre des monuments historiques en 1969.